# Gisumo (vattendrag i Burundi, lat -3,12, long 30,24)
Gisumo är ett vattendrag i Burundi. Det ligger i den centrala delen av landet, 100 kilometer öster om huvudstaden Bujumbura.
Omgivningarna runt Gisumo är en mosaik av jordbruksmark och naturlig växtlighet. Runt Gisumo är det ganska tätbefolkat, med 192 invånare per kvadratkilometer.